# 奧特諾加湖
55°36′40″N 62°13′30″E / 55.61111°N 62.22500°E
奧特諾加湖（俄语：Отнога），是俄羅斯的湖泊，位於該國西南部車里雅賓斯克州，由紅軍區負責管轄，長2公里、寬0.7公里，面積1.4平方公里，平均水深1.5米，最大水深2.5米。